# Iván Pérez Muñoz
Iván Pérez Muñoz (Madrid, 29 de gener de 1976) és un exfutbolista espanyol, que ocupava la posició de davanter. És germà del també futbolista Alfonso Pérez Muñoz.

## Trajectòria
Es va formar al planter del Reial Madrid, sent una de les més fermes promeses de l'equip blanc a mitjans dels anys 90, arribant a debutar amb el primer equip a la temporada 95/96, en la qual va marcar un gol en tres partits.
La 96/97 la comença al filial, aconseguint 4 gols en 5 partits. Iniciada la campanya, és cedit al CF Extremadura, on no disposa de massa oportunitats, jugant 16 partits, quasi tots com a suplent. L'estiu de 1997 fitxa pel Reial Betis, on militava el seu germà Alfonso. Al conjunt sevillà va romandre dues temporades, disputant 27 partits (només 5 de titular) i amb el bagatge d'un gol.
Sense fitxa la temporada 98/99, va marxar al Girondins de Bordeus francés al mercat hivernal, sent campió de la Ligue 1. De nou a la lliga espanyola, recala al Deportivo de La Corunya. L'equip gallec va guanyar la lliga 99/00, però l'aportació d'Iván Pérez es resumeix en 27 minuts repartits en 3 partits.
El Deportivo el va cedir a l'any següent al CD Numancia. La temporada 01/02 el cediria de nou, ara al CD Leganés, on va jugar 32 partits i va marcar 3 gols. El període 02/04 el passaria amb el planter deportivista, sumant tan sols dos partits. El 2004 penjaria les botes.
Posteriorment, ha jugat amb l'equip del Reial Madrid a la lliga de futbol indoor.

## Selecció espanyola
Iván Pérez va ser habitual de les seleccions inferiors espanyoles. Amb la sub-21, va marcar el gol que va donar al seu combinat el títol europeu de 1998.